# Tsukuba (1854)
Tsukuba – japońska trójmasztowa korweta o napędzie śrubowym, zbudowana dla Royal Navy w 1854 roku jako HMS "Malacca"; została sprzedana w 1870 roku marynarce cesarskiej i przemianowana na "Tsukubę". Od 1892 roku uzbrojona w cztery działka 6" o zamkach ślizgowych. Od 1900 roku służyła jako stacjonarny okręt treningowy. W 1906 roku osadzona na mieliźnie i rozebrana. 